# Bohdan-Chmelnyzkyj-Orden
Der Bohdan-Chmelnyzkyj-Orden (ukrainisch Орден Богдана Хмельницького) ist ein in drei Klassen unterteilter Verdienstorden der Ukraine.

## Benennung
Der Orden wurde, wie auch der bereits 1943 gestiftete sowjetische Bogdan-Chmelnizki-Orden nach dem ukrainischen Hetman und Gründer des ersten ukrainischen Staates, Bohdan Chmelnyzkyj, benannt.

## Stiftung
Der Bohdan-Chmelnyzkyj-Orden wurde am 3. Mai 1995 durch den ukrainischen Präsidenten Leonid Kutschma anlässlich des 50. Jahrestages des Sieges der Sowjetunion über das Deutsche Reich im Zweiten Weltkrieg und damit dem Ende des „Großen Vaterländischen Krieges“ gestiftet.

## Erforderliche Verdienste
Der Orden wird an Bürger der Ukraine für besondere Verdienste bei der Verteidigung der Ehre der nationalen Souveränität, der territorialen Integrität und zur Stärkung der Verteidigungsfähigkeit und Sicherheit der Ukraine verliehen.
| Ordensdekoration des Bogdan-Chmelnizki-Ordens | Ordensdekoration des Bogdan-Chmelnizki-Ordens | Ordensdekoration des Bogdan-Chmelnizki-Ordens | Ordensdekoration des Bogdan-Chmelnizki-Ordens |
|                                               | Erste Klasse                                  | Zweite Klasse                                 | Dritte Klasse                                 |
| --------------------------------------------- | --------------------------------------------- | --------------------------------------------- | --------------------------------------------- |
| Orden                                         |                                               |                                               |                                               |
| Ordensspange                                  |                                               |                                               |                                               |